# Marc Jeudy
Marc Jeudy (* 19. ledna 1949 Is-Sur-Tille) je francouzský fotograf. Jeho otec (Roger) a jeho dědeček (Emile) byli oba fotografové.

## Životopis
Se specializací na černobílou fotografii vykonával povolání ve svém rodném městě v letech 1969 až 2005, poté ve Villecomte. Během své kariéry založil fotografickou dílnu se specializací na černobílé portréty na adrese rue des Godrans v Dijonu (1997–2005).